# Edward Moore (dramaturg)
Edward Moore (ur. 22 marca 1712 w Abingdon w Berkshire, zm. 1 marca 1757 w Londynie) – angielski dramaturg.
Obok George’a Lilla był drugim klasykiem mieszczańskiej tzw. tragedii domowej. W 1744 napisał Bajki o płci żeńskiej. Jego głównym utworem jest Gracz (1753, wyd. pol. 1777 pod tytułem Bewerley, czyli Gracz angielski, polskie następne wydanie ukazało się w 1955 w zbiorze Angielski dramat mieszczański XVIII w.).